# Windows Home Server
Windows Home Server, sob o código Quattro, é uma versão do Windows Server para servidores domésticos, lançado em 7 de novembro de 2007.
É baseado no Windows Server 2003.[carece de fontes?] O Service Pack do Home Serve chama-se Power Pack, tendo o Power Pack 1 sido lançado em 20 de julho de 2008, o Power Pack 2 em 24 de março de 2009, e o Power Pack 3 em 24 de novembro de 2009.[carece de fontes?]
A mais recente versão do Home Server, chamada de Windows Home Server 2011, foi lançada em 6 de abril de 2011.